# Гетьман Вадим Григорович
Вади́м Григо́рович Ге́тьман  (Кіровоградська обл., Кіровоградський район, с. Новомихайлівка) — доктор медичних наук, професор, заслужений лікар України, завідувач кафедри торакальної хірургії та пульмонології Національної медичної академії післядипломної освіти ім. П. Л. Шупика.

## Біографічні відомості
1972 р. — Дніпропетровський медичний інститут, лікувальна справа.
1972—1978 — Кіровоградська обласна лікарня, лікар-хірург відділу торакальної хірургії; з 1978 по тепер, час — Київський державний інститут удосконалення лікарів (нині НМАПО ім. П. Л. Шупика): ординатор, лаборант, старший лаборант, асистент, доцент, професор (з 2003), завідувач кафедри торакальної хірургії та пульмонології (з 2009); з 1983 по тепер, час — співробітник Центру екстреної допомоги МОЗ України; з 2011 по тепер, час — головний торакальний хірург МОЗ України; ОПД.: провідний фахівець України з торакальної хірургії;
Дружина: Гетьман Олександра Георгіївна (1949) — кандидат технічних наук, доцент кафедри нарисної геометрії та комп'ютерної графіки Національного технічного університету України «Київський політехнічний інституту імені Ігоря Сікорського»;
Син: Владислав (1973) — лікар;
Батько: Гетьман Григорій Сергійович (1919), інженер зв'язку, учасник радянсько-німецької війни 1941—1945, кавалер медалей «За оборону Одеси», «За оборону Севастополя», «За взяття Будапешта», «За взяття Відня»;
Мати: Гетьман Тамара Іванівна (1919) — пенсіонерка, вчителька.

## Освіта
1972 р. — Дніпропетровський медичний інститут, лікувальний факультет, лікувальна справа

## Захист дисертаційних робіт
1981 — захист кандидатської дисертації на тему «Клінічна оцінка екстреної комбінованої торакоскопії у невідкладній хірургічній пульмонології»; за спеціальністю хірургія. Науковий керівник — д. м. н. професор Авілова О. М.
1998 — захист докторської дисертації на тему «Реконструктивно-відновна хірургія пошкоджень каркаса грудної стінки та їх наслідків»; за спеціальністю хірургія.

## Лікувальна і наукова діяльність
Автор та співавтор понад 190 наукових праць, у тому числі співавтор підручника «Хірургія» (2007), співавтор монографії «Тораскопія у невідкладній грудній хірургії» (1986), «Клінічна тораскопія» (1990), співавтор «Історія хірургії дитячого віку України» (2012), «Політравма» (2012);

## Патенти
Автор та співавтор 3 свідоцтв на винахід

## Перелік ключових публікацій
1. Гетьман В. Г. Соколов В. В., Лінчевський О. В., Роль шейной медиастиносконии в диагностике распространенности рака легкою. Сучасні медичні технології № 3-4 (11-12), 2011. с. 340
2. Гетьман В. Г. Лінчевський О. В.. Макаров A.B., Мясніков Д. В. Поєднана травма: дожити до світанку. (Проблемна стаття) Травма, 2012. № 2. т.
3. Сокур П. П., Гетьман В. Г., Кравчук Б.О Вроджені пороки розвитку бронхолегеневої системи і середостіння, Український пуль монологічний журнал № 7/2014 с.64-68.
4. Гетьман В. Г. Лінчевський О. В., Панфйоров С. О., Соколов В. В. Передній доступ до грудного та поперекового відділів хребта: розмір не має значення Медичні перспективи. 2012. т. 17. № I.с. 197—198
5. Соколов В. В., Гетьман В. Г., Лінчевський О. В. Шийна медіастиноскоиія в діагностиці внутрішньої рудної лімфаденопатії с. 197
6. Lrinchvskyy О. Makarov A. Getman V. Bagirov М. Sokur P. Sokolov V. Major airways trauma: are we in hurry? European Conference on General Thoracic Surgery lessen. Germany 10-13 .1 une 2012. Abstract book P. 214
7. Черснько С. М.,Гетьман В. Г. Лінчевський О. В. та співав. Клінічний випадок діагностики га лікування хворого з АКТІ-ектопічним синдромом. Клінічна ендокринологія та ендокринна хірургія, 2012. № 1 (38). с. 77-80
8. Соколов В. В.,Гетьман В. Г. Застосування шийної медіастіноскопії при задньому верхньому перфоративному медіастинігі у хворої 93 років. Клінічна хірургія № 4 (829). 2012. с. 346
9. Lrinchvskyy О. Makarov A. Getman V. Bagirov М. Sokur P. Sokolov V. Major airways trauma: are we in hurry? 20th European Conference on General Thoracic Surgery. Essen. Germany. Abstracts book. p. 214
10. Гетьман В. Г., Сокур П. П., Кравчук Б. О., Серденко Б. Б. Діагностика та хірургічне лікування закритої торакальної травми у дітей. Медичні перспективи, 2012. т. XVII. № 1.ч.2
11. Bagirov М., Verechako R., Cetman V., Sokolov V, Seikovskyi O. Surgical treatment of short esophageal benign stenosis: individualized approach beyond statistics. 21st European Conference on General Thoracic Surgery (Birmingham-United Kingdom, 26-29 May 2013), abstracts.
12. Багиров М. М., Верещако Р. И.,Гетьман В. Г., Соколов В. В. и др. Реконструктивная хирургия пищевода при рубцовых стенозах. XII Международный конгресс «Хирургия и гастроэнтерология». Баку, 2013.с.198-199
13. Гетьман В. Г., Верещако P.M.Багиров М. М.,Макаров A.B. Бронхиальная хирургия. XII Международный конгресс «Хирургия и гастроэнтерология». Баку, 2013. с. 17-18
14. ГетьманВ. Г., Лінчевський О.В Флотація грудної стінки: еволюція. Шпитальна хірургія, 2013, № 3 с.131
15. Сафонов В. Е. Гетьман В. Г. Досвід застосування відеоторакоскопії в діагностиці та лікуванні випітних плевритів // в кн.: проблеми військової охорони здоров'я. Збірник наукових праць Української військово- медичної академії: Київ, 2013, том 1, випуск 38, с. 134—140
16. Ксенофонтов С. С., Гетьман В. Г., Белозерцев А. М., Макаров А. В. Совершенствование методики форсирования глоточно-толстокишечного соустья при постожоговой колоэзофагопластике. В кн.: Усовершенствование методики анастомозирования пищевода, желудка и кишечника // Учебное пособие под редакцией профессора Л. И. Василенко. Донецк, «Каштан», 2012, с. 225—236
17. Bagirov М., Vereshako R., Getman V, Sokolov Y, Seikovskyi О. Surgical treatment of sport esophageal binign stenosis: individualized approach beyond statistics. 21st European Conf?rence on General Thoracic Surgery. The international Convention Centre, Birmingham, VK, 2013
18. Багіров М. М.,Верещако Р. І., Гетьман В. Г.,Соколов В. В. Реконструктивная хирургия рубцовых стенозах. ХІІМеждународный конгресс «Хирургия и гастроэнтерология». Баку, 2013.с 198—199
19. В. Г. Гетьман, П. П. Сокур, A.B.Макаров, М. М. Багіров, Б. О. Кравчук. 40 років з дня заснування кафедриторакальної хірургії та пульмонології. Збірник наукових праць співробітників НМАПО імені П. Л. Шупика Київ,2015. с.120-123
20. П. П. Сокур, Б. О. Кравчук, М. М. Багіров, В. Г. Гетьман, А. В. Макаров. Особливості повторних хірургічних втручань у дітей з патологією органів дихання та межистіння. Збірник наукових праць співробітників НМАПО імені П. Л. Шупика Київ,2015. с.166-170.